# Guadalupe Larriva
Guadalupe Larriva (28 tháng 7 năm 1956 – 24 tháng 1 năm 2007) là một chính trị gia người Ecuador.
Bà được sinh ra ở Cuenca, là con gái lớn của Deifilio Larriva Polo và Teresita Gonzalez Harris. Bà có 5 chị em Silvana, Tania, Luz Marina, Mercedes và Tamara và hai anh em, Mauricio và Francisco. Bà đã kết hôn với Rodrigo Avila, người có ba đứa con: Rodrigo, Priscilla và Claudia. Bà có bằng tiến sĩ Địa lý của Đại học Cuenca, Đại học Estirth de Cuenca. Bà là người đứng đầu Mặt trận Xã hội Chủ nghĩa rộng rãi ở Ecuador (danh sách 17), đồng thời là Bộ trưởng Quốc phòng của đất nước dưới thời Tổng thống Rafael Correa. Là một cựu giáo sư đại học, bà cũng là thường dân đầu tiên sau 25 năm, và là phụ nữ đầu tiên trong lịch sử của Ecuador giữ chức vụ này. 

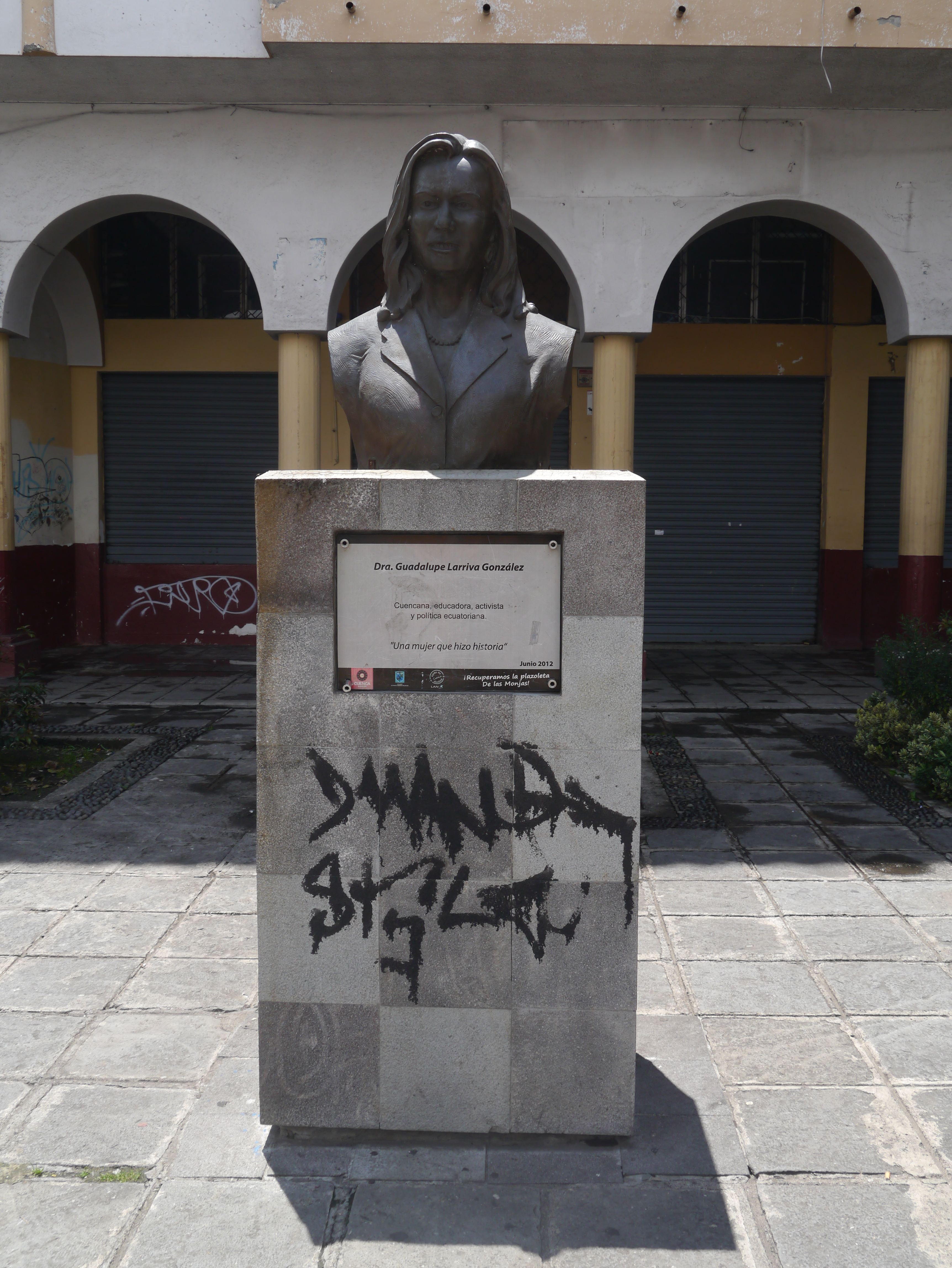

Larriva mất gần căn cứ không quân Manta trong một vụ tai nạn máy bay trực thăng vào ngày 24 tháng 1 năm 2007 20: 23h giờ Ecuador, khi 2 trực thăng Aérospatiale Gazelle  của "Aviación del Ejército Nº 43" va chạm trong một buổi huấn luyện đêm. Bà đã chết chỉ chín ngày sau khi được trao danh mục đầu tư của mình với tư cách là Bộ trưởng quốc phòng. Hai ngày trước đó, Bộ trưởng Quốc phòng đã tuyên bố rằng Ecuador sẽ không gia hạn hợp đồng với Lực lượng Vũ trang Hoa Kỳ, cho phép quân đội Hoa Kỳ đóng quân và hoạt động từ Căn cứ Không quân Manta.
Tất cả các nạn nhân trên máy bay trực thăng, bao gồm cả cô con gái 17 tuổi của Larriva là Claudia Ávila và 5 sĩ quan quân đội (Tnte. Crnel. Marco Gortaire Padovani, Cap. Celso Hugo Acosta, Cap. Byron Iván Zurita Basantes, Cap. Richard Marcelo Jurado Gallardo, Tnte. Luis Milton Herrera Espín)  đều chết trong vụ tai nạn.
Sau cái chết của Larriva, Rafael Correa hứa sẽ bổ nhiệm một phụ nữ khác vào vị trí Bộ trưởng Quốc phòng. Ông đã thực hiện lời hứa đó vào ngày 30 tháng 1 năm 2007 khi bổ nhiệm Lorena Escudero thay thế bà. Escudero cũng đến từ Cuenca và cũng là giáo sư đại học.